# موري واكي
شركة موري واكي المحدودة (باليابانية: モリワキエンジニアリング) هي شركة يابانية تقوم بتصنيع هياكل الدراجات النارية والأجزاء الأخرى. تأسست في 30 سبتمبر 1973. يقع مقرها في ميه. في سباق الجائزة الكبرى للدراجات النارية موسم 2010 قامت موري واكي بتصنيع هياكل الدراجات النارية لفئة الموتو 2 الجديدة آنذاك التي استبدلت فئة 250 سي سي.

## وصلات خارجية
- الموقع الرسمي